# Palais Gambirasi
Le Palais Gambirasi est un ancien palais aristocratique situé dans le centre historique de Rome . 

## Histoire
En 1657, le marchand Donato Gambirasi de Bergame acheta le terrain dans les environs immédiats de l'église Santa Maria della Pace. De 1658 à 1660, un palais a été construit selon les plans de l'architecte Giovanni Antonio de Rossi. Plus tard, la propriété a été transférée à la famille Gambirasi, qui l'a beaucoup agrandie. En 1710 la propriété a été vendue à la paroisse allemande de Santa Maria dell'Anima, siège de la paroisse catholique de langue allemande à Rome et point de contact des pèlerins de langue allemande dans la ville, qui la louait auparavant. 
En 1891, la Caffe della Pace a ouvert ses portes ici, devenant une adresse gastronomique réputée à Rome et un lieu de rendez-vous renommé. En 2016, le café a dû fermer sous la pression des idées de changement du propriétaire. 